# Junie
Junie, též Junias (Junia či Junius; v originále ve 4. pádě Ιουνιαν Junian), je křesťanská apoštolka zmiňovaná Pavlem z Tarsu v Novém Zákoně. Často byla též považována za muže a sporné je i její „apoštolství“, resp. přesné postavení v rámci prvotní církve.
Pavel ji nechává pozdravovat spolu s Andronikem na konci Listu Římanům a uvádí o nich, že byli „příbuzní“, zřejmě ve smyslu židovští křesťané, také věznění, apoštolové a že byli křesťané dříve než on sám. Z českých překladů Bible kralická a Český ekumenický překlad překládají jako muže, Překlad 21. století ji uvádí jako ženu.
Junie a otázka jejího pohlaví mají význam v historii počátků křesťanské církve a postavení žen v jejím rámci a ve feministické teologii.
Jako přihlášení se k novému pojetí postavení ženy v církvi a společnosti nese jméno Junie od r. 2020 časopis Německého sdružení katolických žen (Katholische Frauengemeinschaft Deutschlands).
Svátek se v pravoslavných církvích slaví 17. května. Je uctívána také v některých starobylých východních církvích.